# Rikki Septimus
Rikki Cliffan Septimus (født 20. juni 1931 i Johannesburg, Sydafrika, død 23. april 2007 i København, Danmark) var en sydafrikansk danser, musicalartist, koreograf og regissør.
Han blev født i Sydafrika, men forlod hjemlandet allerede 16-17 år gammel til fordel for London. Der begyndte en karriere som danser, og han blev uddannet i Storbritannia, USA og Italien. Tidligt i 60-tallet turnerede han i Norden med en britisk opsætning af West Side Story, og med denne gæstede han også Oslo i 1962 med gæstespil på Folketeatrets gamle scene i 1962.
1964 kom Septimus for alvor ind i norsk teater med kejserrollen i stykket Keiser Jones ved Det norske teatret. Hans medspillere var Earle Hyman og Ola B. Johannesen. Derefter blev han ansat som regissør og koreograf af en norsk version af West Side Story ved samme teater. Septimus blev en vigtig person i etableringen af norsk musicalteater og figurerede både foran og bag kulisserne. Succeen med West Side Story var også med til at vække interessen for jazzdans i Norge.
Han havde selv centrale roller i flere opsætninger, blandt andet West Side Story og The King and I, hvor han både var skuespiller og regissør. Septimus arbejdede desuden flere steder i Europa med musikkteater, blandt andet i Danmark og Storbritannien. Den siste forestillingen han satt opp som regissør i Norge var Ai, ai, for en artig krig for Riksteatret.
Han var blandt andet kendt for sin, i norske øjne, uortodokse stil. Selv udtalte han følgende efter premieren på West Side Story i 1965: "Jeg har været et monstrum overfor danserne, og jeg har fornærmet, såret og krænket dem på det groveste. Enkelte hader mig vel stadig, men det var nødvendigt, for der skal jo hades på scenen, og det er ikke let at lære nordmænd at hade". Septimus kørte skuespillerne kontroversielt hårdt, og han udmattede, fornærmede og krænkede dem for at fremmane den rette aggressivitet til West Side Story.
Det var den kontroversielle stil, som sørgede for, at Septimus fik en tidlig sorti fra norsk teater. Da Det norske teatret satte The King and I op, fortsatte Rikki Septimus den kontroversielle stil. Han syntes, at norske skuespillere og dansere var mere opptaget af tarif end af kunsten. Under en af forestillingerne opstod der et voldsom skænderi bag scenen mellem Septimus og birolleindehaver Ingebjørg Sem, som endte med, at Septimus slog Sem, og blev forvist fra teatret. Selv ikke efter offentlige beklagelser i Dagbladet og Aftenposten var Septimus velkommen tilbage.
Septimus valgte at bosætte sig i København, hvor han underviste i dans, drev en specialforretning for dansetøj - og i en kortere periode drev natklubben "After Dark".